# Cymatolège
Dans la mythologie grecque, Cymatolège (en grec ancien Κυματολήγη / Kumatolếgê) est une Néréide, fille de Nérée et de Doris, citée par Hésiode dans sa liste de Néréides.

## Fonctions
Cymatolège est la Néréide capable de "stabiliser les vagues" qui, avec ses sœurs Amphitrite (l'épouse de Poséidon) et Cymodocée, possède le pouvoir de calmer les vents et la mer.

## Famille
Ses parents sont le dieu marin primitif Nérée, surnommé le vieillard de la mer, et l'océanide Doris. Elle est l'une de leur multiples filles, les Néréides, généralement au nombre de cinquante, et a un frère unique, Néritès. Pontos (le Flot) et Gaïa (la Terre) sont ses grands-parents paternels, Océan et Téthys ses grands-parents maternels.

## Poésie
Elle est citée parmi d'autres Néréides par le poète symboliste Jean Moréas (1856-1910) dans un de ces poèmes:
Pour consoler mon cœur des trahisons

Je veux chanter en de nobles chansons,

Les doctes filles de Nérée :

Glaucé, Cymothoé, Thoé,

Protomédie et Panopée,

Teurice aux bras de rose, Eulimène, Hippothoé,

Et l’aimable Holie, et Amphitrite, à la nage prompte,

Proto, Doto, parfaite à charmer,

Et Cymatolège qui dompte

La sombre mer.